# Maestro degli angeli cantori

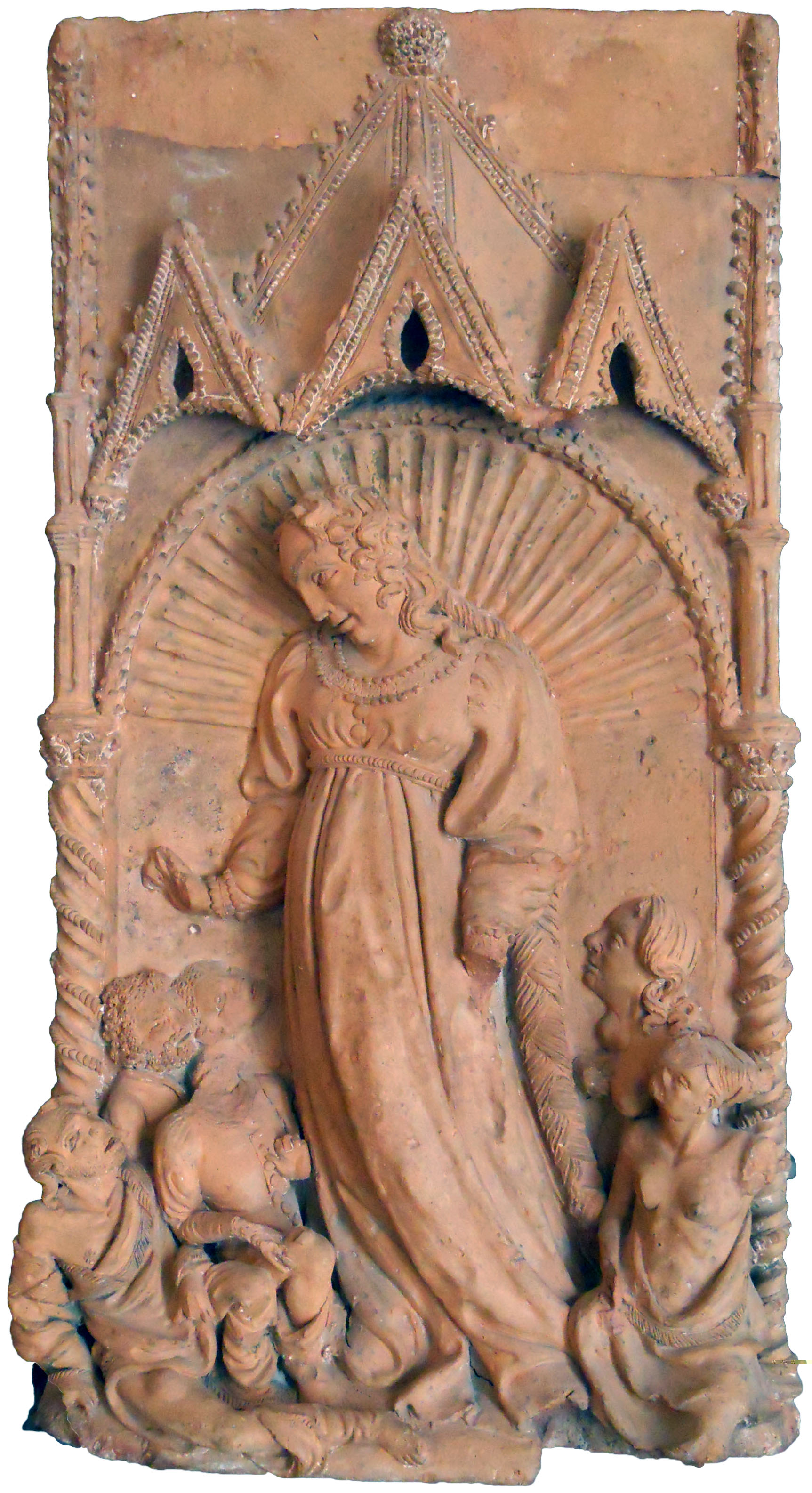
Maestro degli angeli cantori (attr.), Santa Elisabetta d'Ungheria conforta i malati, metà XV secolo, Brescia, museo di Santa Giulia.

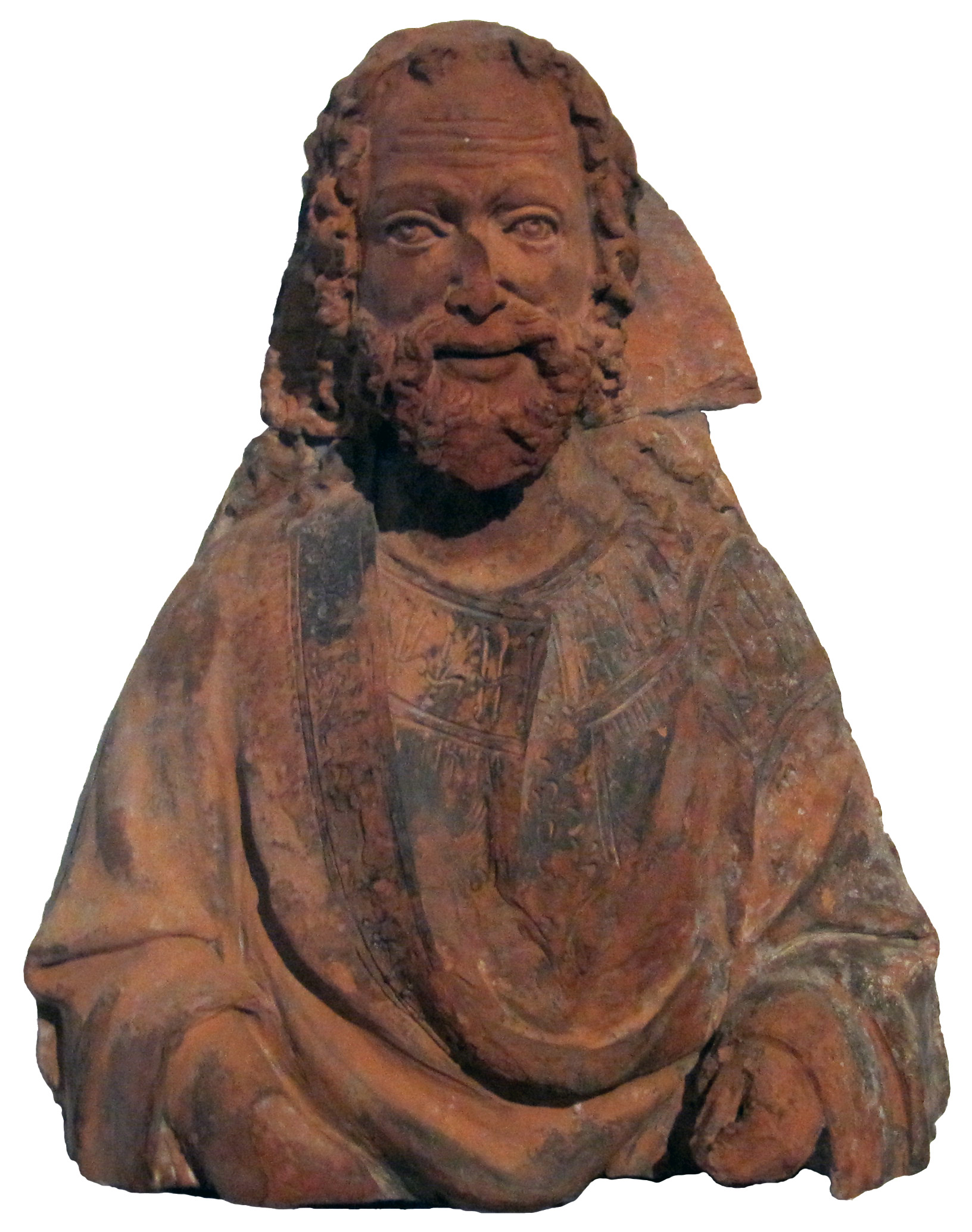
Maestro degli angeli cantori (attr.), Busto di Gesù Cristo, metà XV secolo, Brescia, museo di Santa Giulia.

Il Maestro degli angeli cantori è il nome conferito a un ignoto scultore e modellatore di terracotta attivo a metà Quattrocento nell'area della provincia di Brescia.
La sua esistenza, supportata da una vasta serie di opere dalla stessa, presunta autografia, sarebbe un'ulteriore testimonianza degli stretti rapporti artistici sviluppati tra Brescia e Cremona dal Quattrocento in poi e permetterebbe di aggiungere un importante tassello alla storia della lavorazione della terracotta in ambito bresciano e lombardo, storia lacunosa a causa della frammentaria produzione pervenutaci.

## Identificazione e stile
L'esistenza di questo scultore è stata ipotizzata per la prima volta da Aldo Galli in uno specifico saggio del 1998, ma la proposta dello studioso ha trovato immediata accoglienza nella critica successiva. Il Galli identifica, alla metà del Quattrocento, almeno due botteghe di modellazione in terracotta e stucco attive nell'area bresciana, condotte da due maestri identificati come il "Maestro della Madonna del topo" e, appunto, il Maestro degli angeli cantori: il primo trae il nome dalla Madonna del topo, cosiddetto rilievo in terracotta conservato nel cortile di Palazzo Bagatti-Valsecchi a Milano, mentre il secondo lo trae dal gruppo degli Angeli cantori in terracotta custodito nel Museo del Louvre di Parigi. L'autografia di quest'ultimo è stata riconosciuta dal Galli in una vasta raccolta di lavori in terracotta sparsi per vari musei d'Europa, riconducibili alla stessa mano che ha prodotto molte opere simili concentrate nell'area bresciana. La maggior parte di esse si trovano oggi nel Museo di Santa Giulia di Brescia, qui trasferite da tutto il territorio durante i rastrellamenti di opere d'arte abbandonate compiuti nel tardo Ottocento, mentre una si trova ancora in loco nella pieve di Bigolio di Orzivecchi. 
La sua presunta produzione si pone a un livello qualitativo molto alto e rivela una mano tecnicamente virtuosa e con forte personalità. La mentalità è ancora pienamente gotica, ma si dimostra altamente sensibile alla naturalezza dei soggetti e a ogni accento espressivo, sempre abilmente combinati in composizioni caratterizzate da una vigorosa immaginazione.

## Conseguenze storiche e artistiche
Le opere del Maestro degli angeli cantori, secondo il Galli, sarebbero testimonianza di una precoce introduzione di un'intensa pratica nella lavorazione della terracotta in contesto bresciano, privo di una tradizione produttiva in tal senso che, inoltre, mai nemmeno avrà modo di radicarsi. La presenza a Brescia del Maestro sarebbe quindi conseguenza dei primi impulsi dati alla lavorazione della terracotta nella vicina Cremona negli anni quaranta del Quattrocento ed egli stesso, pertanto, si sarebbe stabilito in zona bresciana dal territorio cremonese portando con sé le proprie doti artistiche.
Ciò premesso, sarebbe possibile aggiungere un nuovo caso al capitolo, per altro già confermato, degli stretti rapporti artistici tra Brescia e Cremona, che probabilmente non si esaurirono nei puri spostamenti di maestri e opere ma si estesero a una vera e propria osservazione tra le due città che, seppur appartenenti a stati diversi (Brescia faceva parte della Repubblica di Venezia, Cremona del Ducato di Milano), in qualche modo dovevano riconoscersi simili nella comune condizione di importanti capoluoghi entrambi di confine, contemporaneamente impegnati in un processo di ammodernamento di edifici civili e, soprattutto, religiosi.

## Opere presunte
Il cospicuo insieme di terrecotte a lui attribuito è molto variegato nei soggetti, ma sono per la maggior parte di tipo religioso. La presumibile ampiezza dell'attività del Maestro doveva avere molto probabilmente formato, nelle chiese locali dell'epoca, un vero scenario di statue e apparati decorativi, anche di grandi dimensioni, in larghissima parte perduto già nei primi rifacimenti cinquecenteschi e ancor più nei successivi barocchi. Di seguito sono elencate alcune opere a lui attribuite:
- Santa Elisabetta d'Ungheria conforta i malati, metà XV secolo, Brescia, museo di Santa Giulia.
- Busto di Gesù Cristo, 1450-55, Brescia, museo di Santa Giulia.
- Dormitio Virginis, XV secolo, Orzivecchi, pieve di Bigolio[3].